# 폴덱스
폴덱스(Foldex, Exotic Fold)는 캐나다 퀘벡주에서 개발된 희귀한 고양이 품종이다. 현재 이 품종은 캐나다 고양이 협회(Canadian Cat Association)에서만 인정받고 있다. 폴덱스는 둥근 얼굴과 짧은 다리, 그리고 접힌 귀를 가진 중간 크기의 고양이이다. 후자는 그 품종의 중요한 특징이다. 눈은 둥글고 크게 뜨고, 끝이 작고 매끄럽다. 그들은 매력적인 성격과 달콤하고, 쓰다듬기를 즐기는 활발하고 명랑한 고양이이다. 2006년 캐나다 고양이 협회에 의해 뉴 브리드로 처음 등록되었고, 2010년 마침내 챔피언십 지위를 부여받았다.

## 같이 보기
- 오위히 밥
- 고양이의 품종 목록